# Tramatza
Tramatza település Olaszországban, Szardínia régióban, Oristano megyében. Lakosainak száma 931 fő (2023. január 1.). Tramatza Bauladu, Milis, San Vero Milis, Siamaggiore, Solarussa és Zeddiani községekkel határos.

## Népesség
A település lakossága az elmúlt években az alábbi módon változott:
| Lakosok száma | 978  | 961  | 931  |
|               | 2017 | 2018 | 2023 |